# Gnadochaeta ochreicornis
Gnadochaeta ochreicornis är en tvåvingeart som först beskrevs av Townsend 1916.  Gnadochaeta ochreicornis ingår i släktet Gnadochaeta och familjen parasitflugor. Inga underarter finns listade i Catalogue of Life.